# 比格克里克鎮區 (堪薩斯州埃利斯縣)
比格克里克鎮區（英語：Big Creek Township）為美國堪薩斯州埃利斯縣轄下的鎮區。2010年美国人口普查中此鎮區人口有1,883人。

## 地理
比格克里克鎮區涵蓋總面積為250.7平方（96.79平方英里），其中陸地面積為250.7平方（96.79平方英里），水域面積為0平方（0.00平方英里）或0.00%。海拔高度618（2,028英尺）。

## 人口統計
根據2010年美國人口普查，比格克里克鎮區人口有1,883人，其中男性有958人，女性有925人，人口密度為每平方公里7.51人，住房計781戶。鎮區內的白人有1,713人，非裔美國人有4人，美洲原住民有3人，亞裔美國人有7人，太平洋島裔美國人有0人，其他種族有130人，混血種族則有26人。此外鎮區內有216人為西班牙裔或拉丁裔美國人。此鎮區之年齡中位數為38.3歲，而男性年齡中位數為39.0歲，女性年齡中位數為37.8歲。

## 交通

### 主要公路
- 70號州際公路
- 40號美國國道
- 183號美國國道